# 毛萼香薷
毛萼香薷（学名：Elsholtzia eriocalyx）为唇形科香薷属下的一个种。

## 扩展阅读
- 維基物種上的相關：毛萼香薷